# Карманный компьютер лётчика-наблюдателя
Карманный компьютер лётчика-наблюдателя авиационной охраны лесов (ККЛН) — штурманский калькулятор, предназначенный, кроме решения навигационных задач, ещё и для решения задач, связанных с охраной лесов от пожаров.
Этот класс устройств применялся в структурных подразделениях авиационной охраны лесов в 1997—2005 годах.

## Обзор основных моделей ККЛН

### ККЛН-97
Карманный компьютер летчика-наблюдателя на базе карманного компьютера Psion Siena. 
Разработан в 1997 году ЗАО «НПО „Мобильные информационные системы“», с участием специалистов авиационной охраны лесов.
Основные возможности:
- расчет навигационных элементов полета;
- расчет потребных сил и средств для тушения лесного пожара.

В 1998—1999 годах уже специалистами авиалесоохраны были разработаны ряд дополнительных программных модулей, которые могли решать следующие задачи:
- расчет элементов полета на радионавигационную точку и от неё;
- определение районов обслуживания авиацией (из базы данных кварталов авиазоны);
- расчет площади лесного пожара (по времени пролёта и по координатам граничных точек);
- расчет азимута и удаления от авиаотделения в долготу и широту и наоборот;
- расчет кратности авиапатрулирования;
- расчет напряженности пожароопасного сезона;
- расчет параметров скорости ветра по временной выдержки при высадки парашютистов-пожарных.

У Psion Siena был существенный недостаток. Память зависела от батареек, которые нужно было регулярно менять.

### ККЛН-2000
Карманный компьютер летчика-наблюдателя на базе карманного компьютера Psion Series 3a Rus. Разработан специалистами ФГУ «Центральная база авиационной охраны лесов» в 2000 году и поступил в подразделения авиационной охраны ограниченной серией. За основы взяты наработки предыдущей модели, соответственно функциональность была аналогична ККЛН-97.   Главное преимущество указанной модели наличие энергонезависимой памяти.

### МСР-ККЛН
Комплекс автоматизированной информационной системы МСР-ККЛН функционально состоял из двух компонентов:
- Карманный компьютер летчика-наблюдателя — «МСР — Терминал-ККЛН» на базе карманного компьютера типа Pocket PC (в частности Casio BE-300[англ.]);
- рабочая станция синхронизации «МСР-Сервер-4.1». Разработан ООО «Конструкторское бюро опытных работ» (ООО «КБОР»)[3] в 2004 году. Применялся в подразделениях авиационной охраны лесов Министерства природных ресурсов Российской Федерации.

Программное обеспечение комплекса «ПО — Терминал 4.1» АТЖИ.00034-01, реализованное в среде ОС Windows CE, обеспечивает:
- ведение базы данных по маршрутам полетов;
- предполетный расчет по маршруту;
- вспомогательные расчеты отдельных задач самолетовождения;
- расчет потребных сил и средств для тушения лесного пожара.

Данная модель уже была оснащена цветным дисплеем и имела большой набор вспомогательных программ, являясь практически в том числе персональным органайзером. В качестве недостатка можно отметить низкую ёмкость встроенного аккумулятора. Рабочая станция синхронизации «МСР-Сервер-4.1» представляет собой персональный компьютер, оборудованный интерфейсами для связи с терминалами и специализированным программным обеспечением и предназначена для обновления информации в серверной базе маршрутов, оперативных базах данных на портативных терминалах и распечатки бортжурнала летчика-наблюдателя.